# Llista d'eleccions del 2023
Les següents eleccions estan previstes per a 2023. Algunes de les eleccions no s'han convocat oficialment a partir de desembre de 2020, però s'esperen per a 2023 o no més tard de 2023. L'Institut Nacional Demòcrata també manté un calendari d'eleccions a tot el món. De moment, aquesta llista només tindrà en compte les de l'àmbit estatal.

## Àfrica
- Eleccions legislatives de Djibouti de 2023, 23 de febrer
- Eleccions generals de Nigèria de 2023, 25 de febrer
- Eleccions legislatives de Mauritània de 2023, 13 i 27 de maig
- Eleccions legislatives de Guinea Bissau de 2023, 4 de juny
- Eleccions generals de Sierra Leone de 2023, 24 de juny
- Eleccions generals de Zimbàbue de 2023, 23 d'agost
- Eleccions generals de Gabon de 2023, 26 d'agost
- Eleccions generals de Libèria de 2023, 10 d'octubre
- Eleccions presidencials malgaixes de 2023, 9 de novembre
- Eleccions generals de la República Democràtica del Congo de 2023, 20 de desembre
- Eleccions legislatives togoleses de 2023, desembre

## Amèrica
- Eleccions generals d'Antigua i Barbuda de 2023, 18 de gener
- Eleccions legislatives cubanes de 2023, 26 de març
- Eleccions generals paraguaianes de 2023, 30 d'abril
- Eleccions generals de Guatemala de 2023, 25 de juny (primera volta) i 20 d'agost (segona volta)
- Eleccions generals argentines de 2023, 22 d'octubre

## Àsia
- Eleccions presidencials de Nepal de 2023, 9 de març
- Eleccions legislatives al Kazakhstan de 2023, 19 de març
- Eleccions legislatives al Turkmenistan de 2023, 26 de març
- Eleccions generals de Tailàndia de 2023, 14 de maig
- Eleccions legislatives de Timor Oriental de 2023, 21 de maig
- Eleccions presidencials de l'Uzbekistan de 2023, 9 de juliol
- Eleccions generals de Cambodja de 2023, 23 de juliol
- Eleccions presidencials de Singapur de 2023, 1 de setembre
- Eleccions presidencials de Maldives de 2023, 9 de setembre (primera volta) i 30 de setembre (segona volta)
- Eleccions generals al Bhutan de 2023, novembre

## Europa
- Eleccions presidencials txeques de 2023, 13-14 de gener de 2023 (primera volta) i 27-28 de gener de 2023 (segona volta)
- Eleccions presidencials xipriotes de 2023, 5 de febrer de 2023 (primera volta) i 12 de febrer de 2023 (segona volta)
- Eleccions legislatives estonianes de 2023, 5 de març
- Eleccions presidencials de Montenegro de 2023, 19 de març (primera volta) i 2 d'abril (segona volta)
- Eleccions al Consell General d'Andorra de 2023, 2 d'abril
- Eleccions legislatives búlgares de 2023, 2 d'abril
- Eleccions parlamentàries finlandeses de 2023, 2 d'abril
- Eleccions presidencials de Turquia de 2023, 14 de maig (primera volta) i 28 de maig (segona volta)
- Eleccions legislatives turques de 2023, 14 de maig
- Eleccions legislatives gregues de maig de 2023, 21 de maig
- Eleccions legislatives montenegrines de 2023, 11 de juny
- Eleccions legislatives gregues de juny de 2023, 25 de juny
- Eleccions generals espanyoles de 2023, 23 de juliol
- Eleccions legislatives eslovaques de 2023, 30 de setembre
- Eleccions legislatives luxemburgueses de 2023, 8 d'octubre
- Eleccions legislatives poloneses de 2023, 15 d'octubre
- Eleccions federals suïsses de 2023, 22 d'octubre
- Eleccions legislatives neerlandeses de 2023, 22 de novembre

## Oceania
- Eleccions legislatives de la Polinèsia Francesa de 2023, 16 d'abril (primera volta) i 30 d'abril (segona volta)
- Eleccions generals neozelandeses de 2023, 14 d'octubre
- Eleccions generals de les Illes Marshall de 2023, 20 de novembre